# Sebald Justinus Brugmans
Sebald Justinus Brugmans (24 de marzo de 1763, Franeker - 22 de julio de 1819, Leiden ) fue un botánico y médico holandés, hijo del naturalista Anton Brugmans (1732-1789).

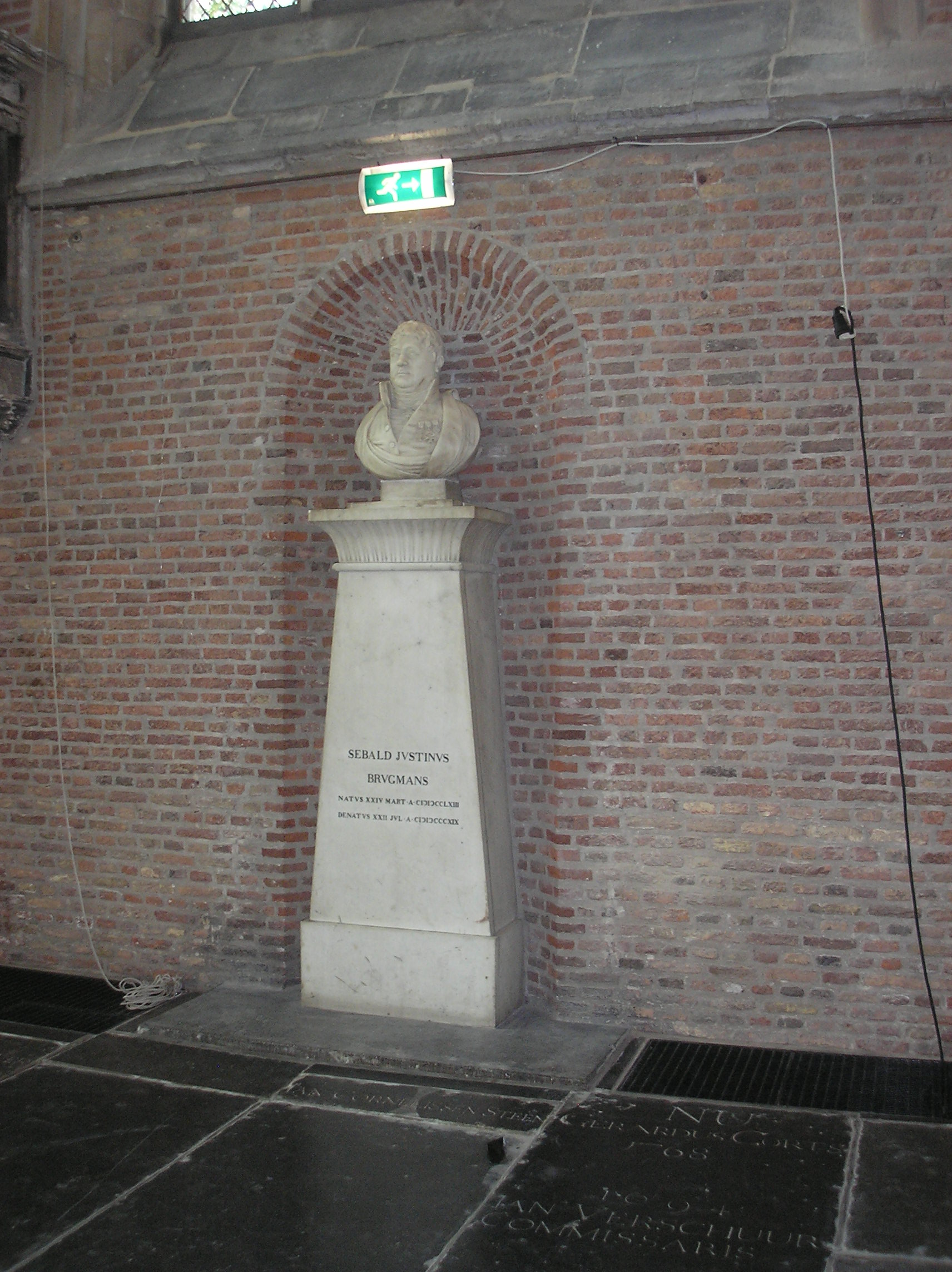
Monument0 en Pieterskerk Leyden

Brugmans estudió filosofía, matemáticas y la física en las universidades de Franeker y Groningen, obteniendo su doctorado en 1781. En 1785 se convirtió en profesor en Franeker, donde impartió clases en la física, la astronomía, la lógica y la metafísica. Durante el año siguiente, sucedió a David van Royen (1727-1799) como profesor de botánica en la Universidad de Leiden. Aquí, también se desempeñó como director del Hortus Botanicus Leiden. En 1791, fue destinado desde la Facultad de Filosofía a la de Medicina, que desde 1795 incluye el campo de la química. Brugmans estaba muy interesado en la conexión entre la química y la medicina.
En 1794, cuando Holanda se convirtió en un refugio para la retirada de los ejércitos Inglés y los de Hannover, él, junto con los médicos y estudiantes de medicina en Leiden, creó una empresa de servicios hospitalarios de emergencia fuera de la ciudad. Repitió esta actividad en el año 1799 (para las fuerzas rusas e inglesas al norte de la actual IJmuiden ), y en 1809 (cuando el bombardeo de Vlissingen por la Marina Británica ).
En 1795, se convirtió en el encargado del servicio médico militar de la recién fundada República de Batavia. Su destacada labor como médico llamó la atención de Luis Bonaparte, así como a su más famoso hermano , quien lo promovió al séptimo inspector general de la Grande Armée. Más tarde, el primer rey de los Países Bajos, Guillermo I, restituyó a Brugmans a sus antiguas funciones, mientras le da derechos adicionales como inspector general del servicio militar, la supervisión de la Marina de Guerra y las Colonias, del servicio veterinario militar y de las condiciones sanitarias en las prisiones y estaciones de cuarentena.
Como médico militar, se dedicó a la mejora de las instalaciones de hospitales y cuarteles. En estos esfuerzos, subrayó la importancia de la limpieza y la higiene y se esforzó por evitar la propagación de enfermedades contagiosas. Es especialmente recordado por su experiencia en el tratamiento de la gangrena.
Un género de plantas con flores subtropicales conocidas como Brugmansia lleva su nombre.
- La abreviatura «Brugmans» se emplea para indicar a Sebald Justinus Brugmans como autoridad en la descripción y clasificación científica de los vegetales.[7]